# Reise in Polen
Reise in Polen ist der Titel eines Reiseberichts des deutschen Schriftstellers Alfred Döblin aus dem Jahre 1925.

## Entstehung
Alfred Döblin bereiste im Herbst 1924 für zwei Monate das nach 1918 wiedergegründete Polen. Anlass war eine Einladung Berliner Zionisten nach dem Pogrom im Berliner Scheunenviertel November 1923. Eine Reise nach Palästina hatte er aus Desinteresse abgelehnt. Sein Verlag S. Fischer und die Vossische Zeitung finanzierten teilweise die Reise. Döblin hielt sich zwei Wochen in Warschau auf, dann reiste er von Wilna und Lublin nach Lemberg, von dort über Boryslaw und Drohobycz zurück nach Lemberg, weiter nach Krakau, Zakopane und Łódź bis Danzig. Von seinem Geburtsort Stettin kehrte er in seine Heimatstadt Berlin zurück. Döblin, welcher der polnischen Sprache nicht mächtig war, musste sich auf jüdische und polnische Vermittler verlassen. Auf seiner Reise traf er einige polnische Schriftstellerkollegen, darunter den Erzähler Juliusz Kaden-Bandrowski, den Dichter Józef Wittlin, Mojzesz Broderson und die jiddische Dichterin Sara Reisen.

## Inhalt
Dem Werk geht ein Motto, Friedrich Schillers Wilhelm Tell zitierend, voraus: „‚Denn eine Grenze hat Tyrannenmacht‘ allen Staaten gesagt und dem Staat überhaupt.“

### 1. Kapitel Warschau
Im ersten Kapitel Warschau beschreibt der Reisende Döblin seine Zugfahrt, die ihn von Berlin zum Schlesischen Bahnhof über die Grenze nach Polen führt. Er widmet sich besonders den Fahrgästen, Grenzer und schließlich Passanten im Bahnhof, die er als Besucher des neuen Staates wahrnimmt. Nachdem er kurz die gescheiterte polnische Revolution skizziert, erläutert er die Gebäude und Geschehnisse in der Straße Krakauer Vorstadt, so den Grund der von den Polen abgerissenen Alexander-Newski-Kathedrale und das Józef-Poniatowski-Denkmal. Nach seiner Beobachtung der polnischen Fußgänger und des Straßenverkehrs beobachtet er eine Szene unter Juden. Der Reisende teilt die Polenbegeisterung und meint im Rückblick über das wiedererrichtete Land: „Dieser Kampf ist ein Kampf des Despotismus gegen das Recht – eine tragische Episode des Diebstahls, welcher von den drei Geiern des Nordens zum Verderben der Freiheit und des Lebens einer der bedeutendsten Nationen Europas begangen ist.“ Dem Leser werden Kerndaten über das Land unterbreitet. Er orientiert sich an einem Stadtplan und gelangt zum Denkmal des polnischen Nationaldichters Adam Mickiewicz. Er trifft auf einen Konservator, der ihn Historisches über das Warschauer Königsschloss unterrichtet, ehe er sich dem heutigen Polen in Gestalt der Arbeiter am Ufer der Weichsel, den Juden und modernen Verkehrsmitteln zuwendet. Über eine Allee gelangt er in den Süden der Vorstadt, wo er die Gleichzeitigkeit des alten und neuen Polen wiederfindet und am Straßennamen Allee des 3. Mai die im Aufbau befindliche Infrastruktur mit der gerade entstandenen polnischen Verfassung in einen Zusammenhang setzt. Von der Dunkelheit überrascht setzt er am nächsten Tag seine Reise fort. Schilderungen des Alltags, die Konditoreien, ein Kinobesuch unterhalten den Reisenden. Er sucht das Viertel der Arbeiter Wola auf sowie den Markt, die neue Markthalle in der Chlodna-Straße und registriert den Einsatz der Feuerwehr wegen eines eingestürzten Gebäudes. Über die Altstadt gelangt er zum provisorischen Nationalmuseum.

## Rezeption
Joseph Roth rezensierte das Werk in der Frankfurter Zeitung und meinte, das Werk hätte „Reise zu den Juden“ heißen müssen, weil Döblin die Juden genauer als die Polen gesehen hätte. Weiterhin lobte er: „Wer von einer einzigen Fahrt zu den Juden und Christen des Ostens eine so vortreffliche Gesinnung mit einer so treffenden jüdischen Wendung mitbringt, beweist, dass unter vielen deutschen Dichtern er berechtigt ist, nach Polen zu reisen.“ Jüdische Journalisten in Polen wie Jakub Appenszlak reagierten auf den Reisebericht positiv.
Marion Brandt weist darauf hin, dass das Werk eine Zäsur im Schaffen Döblins bedeute, wonach sich der Autor nunmehr dem Einzelmenschen widme. „Literarisch gesehen, gehört die Reise in Polen zu einem der gelungensten Reisebücher in deutscher Sprache“, meint Karol Sauerland, und sieht darin eine „Antizipation des Romans Berlin Alexanderplatz“. Tatsächlich sind zahlreiche Parallelen vorhanden, unter anderem die Beteuerung der Verantwortlichkeit des Einzelnen zum Schluss beider Werke, so beendet Döblin die Reise in Polen mit „Es gibt eine gottgewollte Unabhängigkeit. Beim Einzelmenschen. Bei jedem einzelnen. Den Kopf zwischen den Schultern trágt jeder für sich“ und schickt im Roman die Mahnung „Wach sein, wach sein, man ist nicht allein [...] Das werde ich nicht mehr schrein wie früher: das Schicksal, das Schicksal. Das muß man nicht als Schicksal verehren, man muß es ansehen, anfassen und zerstören“ voraus, ehe die Hauptfigur wieder der Stadt ausgesetzt wird.
1968 wurde das Werk innerhalb der krititischen Studienausgabe veröffentlicht, 1987 und 2000 kamen günstige Taschenbuchausgaben auf dem Markt. 2016 erschien die Reise in Polen innerhalb einer Werkausgabe. 1991 erfolgte erstmals eine Übersetzung ins Englische und drei Jahre später ins Italienische. Seit 2000 liegt eine polnische Übersetzung von Anna Wołkowicz im Wydawnictwo Literackie Verlag vor.

## Textausgaben
- Alfred Döblin: Reise in Polen. S. Fischer Verlag, Berlin 1926.
- Alfred Döblin: Reise in Polen. Olten und Freiburg/Br. 1968.
- Alfred Döblin: Reise in Polen, hrsg. von Anthony W. Riley, dtv, München 2000.
- Alfred Döblin: Reise in Polen. hrsg. von Mario Brandt, S. Fischer Verlag, Frankfurt am Main 2006.